# Johnson (Minnesota)
Pour les articles homonymes, voir Johnson.
Johnson est une ville américaine située dans le Comté de Big Stone, dans le Minnesota. Selon le recensement de 2010, sa population est de 29 habitants.